# Gerlinde Renzelberg
Gerlinde Renzelberg (* 13. Juli 1949 in Nürnberg) ist eine deutsche Sonderpädagogin und Hochschullehrerin.  

## Leben
Nach der Promotion zum Dr. phil. in München 1991 war sie von 1998 bis 2013 Professorin (C3) für Erziehungswissenschaft mit dem Schwerpunkt der Hör-Spracherziehung und pädagogischen Audiologie bei eingeschränkter auditiver Kontrolle unter besonderer Berücksichtigung der Schwerhörigenpädagogik an der Universität Hamburg.

## Schriften (Auswahl)
- Taktile Analoge. Empirische Daten zur Identifikation elektrokutan übertragener Reizmuster von Fachbegriffen, kodiert analog dem artikulatorischen Bewegungsablauf, erhoben bei gehörlosen Berufsschülern. Frankfurt am Main 1992, ISBN 3-631-44412-5.
- Lauter Laute. Eine Handreichung zu den phonetischen Grundlagen der Hör-Sprechförderung. Hamburg 2004, ISBN 3-924055-36-X.
- Hg.: Zeichen im Stillen. Über die Vielfalt von Zugängen zur Hörgeschädigtenpädagogik. Seedorf 2006, ISBN 3-936675-03-1.